# Richard Kelly
Richard Kelly (Newport News, Virginia; 28 de marzo de 1975) es un director de cine y guionista estadounidense, que se ganó el reconocimiento de los cinéfilos en 2001 gracias a su película Donnie Darko.
Kelly se crio en Midlothian, Virginia, pero se trasladó a Southern California para estudiar en el USC School of Cinema-Television. Una vez graduado en 1997, creó dos cortometrajes: The Goodbye Place y Visceral Matter.
Ha escrito guiones de adaptaciones para cine de Cat's Cradle (de Kurt Vonnegut) y Holes (de Louis Sachar), aunque esta última nunca fue producida.

## Filmografía
| Año  | Título                         | Papel    | Papel     | Papel     | Notas                                   |
| Año  | Título                         | Director | Guionista | Productor | Notas                                   |
| ---- | ------------------------------ | -------- | --------- | --------- | --------------------------------------- |
| 1996 | The Goodbye Place              | Sí       | Sí        |           | Cortometraje                            |
| 1997 | Visceral Matter                | Sí       | Sí        |           | Cortometraje                            |
| 2001 | Donnie Darko                   | Sí       | Sí        |           |                                         |
| 2005 | Domino                         |          | Sí        |           |                                         |
| 2006 | Southland Tales                | Sí       | Sí        |           |                                         |
| 2009 | Dirty Girl                     |          |           | Sí        |                                         |
| 2009 | I Hope They Serve Beer in Hell |          |           | Sí        |                                         |
| 2009 | Rogue's Gallery                |          |           | Sí        |                                         |
| 2009 | World's Greatest Dad           |          |           | Sí        |                                         |
| 2009 | The Box                        | Sí       | Sí        | Sí        | Basada en la novela de Richard Matheson |
| 2010 | Operation: Endgame             |          |           | Sí        |                                         |